# Collet de la Pregonella
El Collet de la Pregonella és un coll dels contraforts nord-orientals del Massís del Canigó, a 1.503,1 metres d'altitud, en el terme comunal de Nyer, a la comarca del Conflent, de la Catalunya del Nord. És en el sector central - oriental del terme de Nyer, a la partida de la Pregonella, en el vessant occidental del Pic de Tres Estelles.